# Gryllacris atromaculata
Gryllacris atromaculata is een rechtvleugelig insect uit de familie Gryllacrididae. De wetenschappelijke naam van deze soort is voor het eerst geldig gepubliceerd in 1928 door Willemse.